# Ranunculus californicus
Ranunculus californicus är en ranunkelväxtart som beskrevs av George Bentham. Ranunculus californicus ingår i släktet ranunkler, och familjen ranunkelväxter. Inga underarter finns listade i Catalogue of Life.

## Bildgalleri

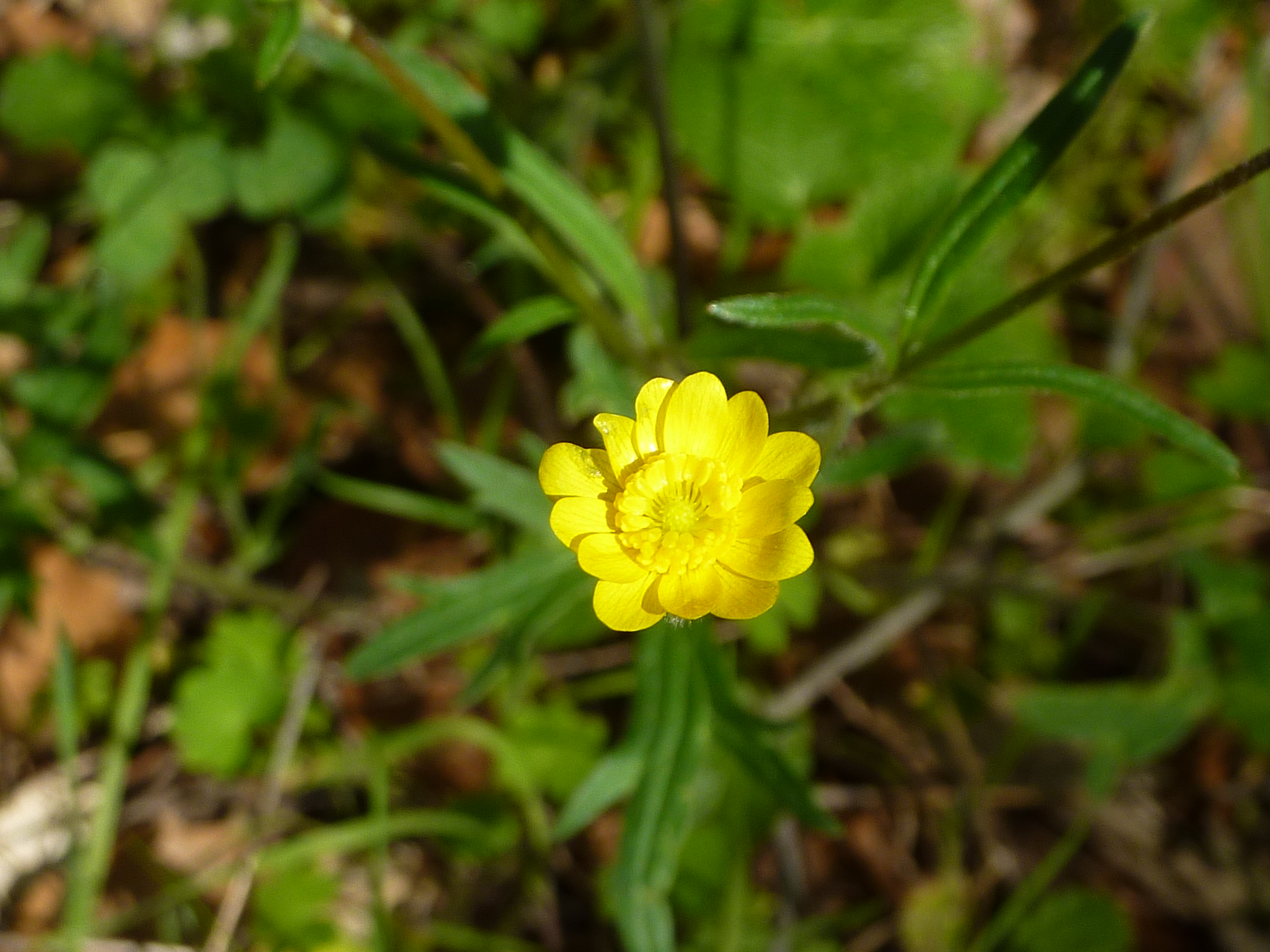
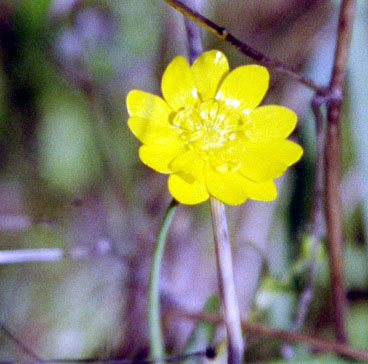
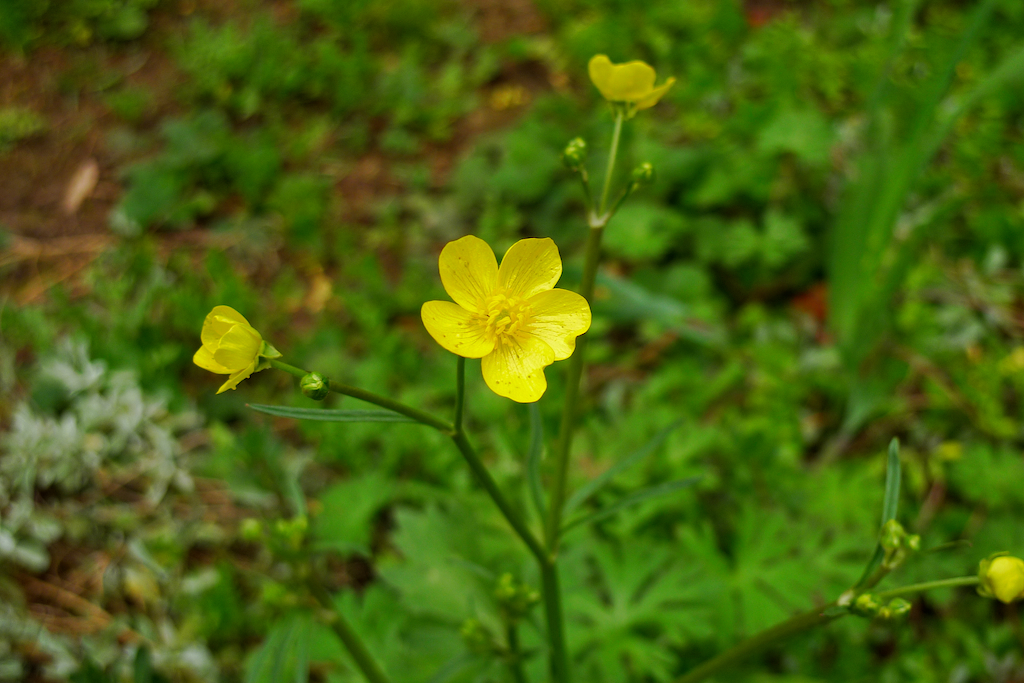
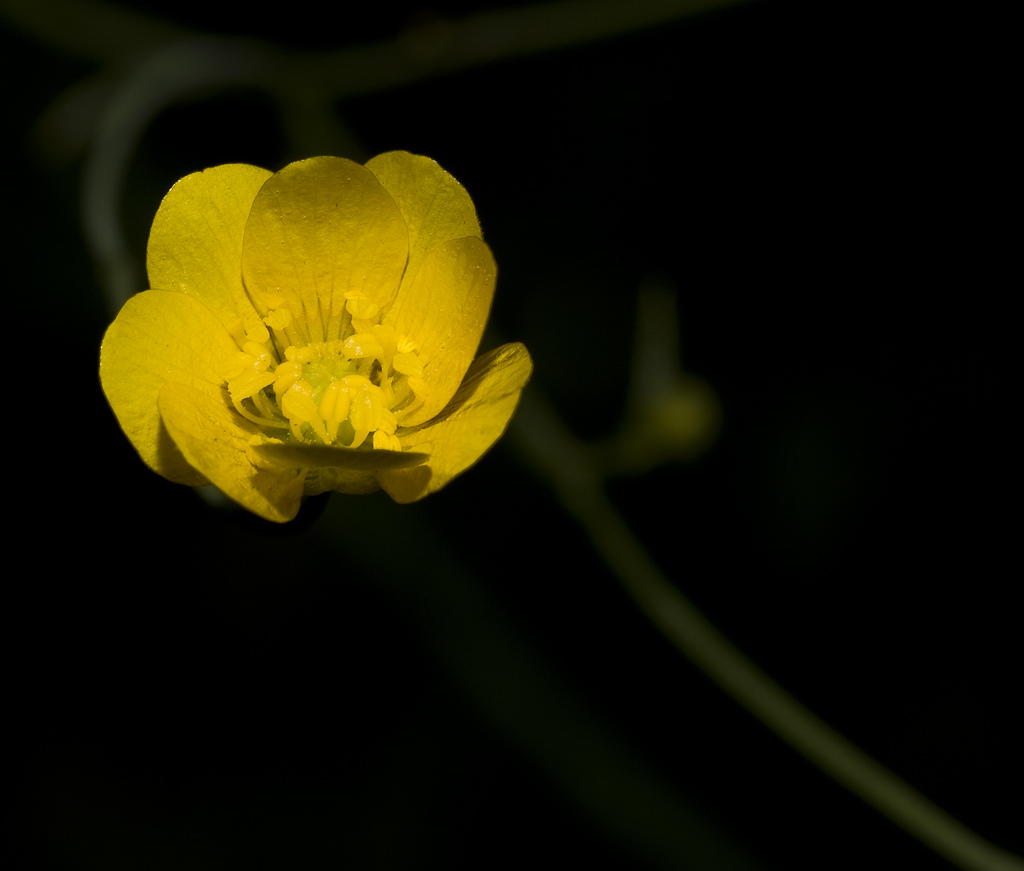